# Borkenes
Borkenes è un villaggio della Norvegia, situato nella municipalità di Kvæfjord, nella contea di Troms.